# Елизабет фон Липе (1592–1646)
Елизабет фон Липе (на немски: Elisabeth zur Lippe; * 9 юли 1592; † 19 юни 1646 в дворец Браке в Лемго) е графиня от Липе-Детмолд и чрез женитба графиня на Холщайн-Шаумбург.
Тя е най-голямата дъщеря на граф Симон VI фон Липе-Детмолд (1554 – 1613) и втората му съпруга графиня Елизабет фон Холщайн-Шаумбург (1566 – 1638), дъщеря на граф Ото IV фон Холщайн-Шаумбург (1517 – 1576) и втората му съпруга принцеса Елизабет Урсула фон Брауншвайг-Люнебург (1539 – 1586), дъщеря на херцог Ернст I фон Брауншвайг-Люнебург.
Сестра ѝ София (1599 – 1653) е омъжена 1626 г. за известния княз Лудвиг фон Анхалт-Кьотен (1579 – 1650), основател и първи ръководител на литературното „Плодоносно общество“ („Fruchtbringende Gesellschaft“).
Елизабет фон Липе умира на 19 юни 1646 г. на 53 години в дворец Браке, днес част от Лемго в Липе и е погребана в Щатхаген.
Елизабет фон Липе се омъжва на 16 септември 1612 г. в дворец Браке за граф Георг Херман фон Холщайн-Шаумбург-Гемен (* 12 април 1577; † 21 декември 1616, Минден), най-малкият син на граф Йобст II фон Холщайн-Шаумбург († 1581), господар на Гемен, губернатор на Западна Фризия-Грьонинген, и фрайин Елизабет фон Палант († 1606). Той умира на 39 години на 21 декември 1616 г. в Минден и е погребан 1617 г. в Мьоленбек. Нейният брат Филип получава от нея през 1640 г. една част от Графство Шаумбург с амтите Щадтхаген, Бюкебург, Аренсбург и Хагенбург. Господството Гемен отива на графовете на Лимбург-Щирум. На Елизабет фон Липе са платени 145 000 имперски талери.

## Деца
Елизабет фон Липе и граф Георг Херман фон Холщайн-Шаумбург-Гемен имат един син:
- Ото V фон Шаумбург (* 1 март 1614; † 15 ноермври 1640, Бюкебург), последният граф на Шаумбург и Холщайн-Пинеберг (1635 – 1640) от Шаумбургите.